# Kävlinge (comuna)
Kävlinge (em sueco: Kävlinges kommun) é uma comuna da Suécia localizada no condado de Escânia. Sua capital é a cidade de Kävlinge. Tem 153 quilômetros quadrados e pelo censo de 2018, havia 31 491 habitantes.